# Universidade Lueji A'Nkonde
A Universidade Lueji A'Nkonde (ULAN) é uma universidade pública angolana, multicampi, sediada na cidade do Dundo na província da Lunda Norte.
A universidade surgiu do desmembramento do campus Dundo da Universidade Agostinho Neto no âmbito das reformas no ensino superior angolano ocorridas nos anos de 2008 e 2009.
Está presente nas províncias de Lunda Norte e Lunda Sul.

## Origem do nome
A universidade homenageia a rainha Lueji A'Nkonde. A figura em questão foi monarca do Império Lunda durante o período áureo deste, onde experimentou rápida expansão territorial.

## Histórico
A tradição histórica da ULAN está interligada com a criação da "Escola Superior Pedagógica da Lunda Norte" (ESPLN), instituição criada em março de 2004, numa tentativa de expansão do ensino superior no pós-guerra civil nacional. A ESPLN ofertava, até 2009, as licenciaturas em linguísticas portuguesa, francesa e inglesa, além de química, física, matemática e educação de infância.
Em 2008/2009 no âmbito do programa do Governo de Angola para o ensino superior, de acordo com o artigo 16º do decreto nº 7/09 de 12 de maio, é criada a Universidade Universidade Lueji A'Nkonde (ULAN), como Instituição Pública de Ensino Superior, a partir da elevação da ESPLN.
Em 29 de outubro de 2020 as unidades orgânicas da ULAN em Malanje, bem como o campus daquela cidade, foram repassados para a recém-criada Universidade Rainha Njinga a Mbandi.

## Estrutura
A universidade possui as seguintes unidades orgânicas distribuídas em dois campi:

### Campus do Dundo
- Escola Superior Pedagógica
- Faculdade de Economia
- Faculdade de Direito

### Campus de Saurimo
- Instituto Politécnico

## Reitores
| Nome                     | Mandato                                 | Afiliação                                                          | Forma de eleição      |
| ------------------------ | --------------------------------------- | ------------------------------------------------------------------ | --------------------- |
| Samuel Carlos Victorino  | 12 de maio de 2009 a 10 de maio de 2015 | ISCED-Huambo da Universidade Agostinho Neto                        | Indicação Ministerial |
| Carlos Pedro Cláver Yoba | 11 de maio de 2015 a presente           | Escola Superior Pedagógica do Dundo da Universidade Lueji A'Nkonde | Indicação Ministerial |